# Luis Capurro
Luis Enrique Capurro Bautista (Río Verde, provincia de Esmeraldas, 1 de mayo de 1961) es un exfutbolista ecuatoriano. Jugaba de lateral izquierdo y su primer equipo fue Filanbanco.
Capurro es un futbolista muy recordado en el Ecuador, fue elegido dos veces como el mejor lateral izquierdo de América.
También lo recuerdan mucho los hinchas de Racing Club, con el cual compartió dos años, tenía una calidad tremenda para salir a jugar en su puesto.
Fue subcampeón de la Copa Libertadores de América con Barcelona Sporting Club.
Después de la edición de la copa, el club Sporting de Lisboa se fijó en él para contar con sus servicios. Pero finalmente el traspaso no se logró concretar.
Fue también un gran capitán para la selección de fútbol de Ecuador.

## Trayectoria
Empezó su carrera como jugador en el Patria de Esmeraldas, luego pasó a un club de la Segunda Categoría, el Milagro de Guayaquil. En 1984, sin haber debutado en Primera Categoría, fue llamado a la selección ecuatoriana de fútbol para jugar partidos amistosos. En 1985, debutó con Filanbanco y, el mismo año, jugó su primer partido oficial con la selección. El momento cumbre en su carrera fue en el Emelec, ahí se consagró como futbolista y fue capitán por muchos años. 
También jugó en Barcelona, donde obtuvo el vicecampeonato de la Copa Libertadores 1998 y LDU de Quito. Internacionalmente jugó en el Cerro Porteño de Asunción y tuvo un paso por Racing de Avellaneda. 
En 1992, cuando jugaba para el Emelec, fue considerado el mejor lateral izquierdo de América, y formó parte del Equipo Ideal de América, de 1993 y 1995, premiación que el diario El País, de Uruguay, hace cada año.
En el 2003, se retiró como futbolista en un partido de despedida defendiendo a la selección ecuatoriana de fútbol contra la selección de Estonia en el estadio Modelo, cumpliendo además su partido número cien como internacional.
Después de su retiro, se fue a vivir a Nueva York, pero su talento fue reconocido por una colonia de ecuatorianos que formaron el Cosmos Fútbol Club en North Plainfield, Nueva Jersey. Fue capitán y pieza fundamental junto con el histórico Ermen Benítez para que Cosmos obtenga su segundo título. Antes, Cosmos lo hizo de la mano de Kléber Fajardo.

## Selección nacional
Ha sido internacional con la selección de fútbol de Ecuador en cien ocasiones. Su debut fue en Guayaquil ante la selección de fútbol de Alemania Democrática el 6 de febrero de 1985.

### Participaciones enCopas América
| Torneo                 | Sede                   | Resultado              | PJ | GA | Asis |
| ---------------------- | ---------------------- | ---------------------- | -- | -- | ---- |
| Copa América 1987      | Argentina              | Fase de grupos         | 2  | 0  | 0    |
| Copa América 1989      | Brasil                 | Fase de grupos         | 3  | 0  | 1    |
| Copa América 1991      | Chile                  | Fase de grupos         | 4  | 0  | 1    |
| Copa América 1993      | Ecuador                | Cuarto lugar           | 6  | 0  | 0    |
| Copa América 1995      | Uruguay                | Fase de grupos         | 3  | 0  | 0    |
| Copa América 1997      | Bolivia                | Cuartos de final       | 4  | 1  | 0    |
| Total en Copas América | Total en Copas América | Total en Copas América | 22 | 1  | 2    |

### Participaciones enEliminatorias al Mundial
| Eliminatoria                                | Sede del Mundial       | Posición               | Resultado   | PJ | GA | Asis |
| ------------------------------------------- | ---------------------- | ---------------------- | ----------- | -- | -- | ---- |
| Eliminatorias Mundial de México 1986        | México                 | 3°lugar 1pt Grupo 2    | Eliminado   | 1  | 0  | 0    |
| Eliminatorias Mundial de Italia 1990        | Italia                 | 3°lugar 3pts Grupo 2   | Eliminado   | 4  | 0  | 0    |
| Eliminatorias Mundial de USA 1994           | Estados Unidos         | 4°lugar 5pts Grupo B   | Eliminado   | 8  | 0  | 0    |
| Eliminatorias Mundial de Francia 1998       | Francia                | 6°lugar 21pts          | Eliminado   | 10 | 0  | 0    |
| Eliminatorias Mundial de Corea y Japón 2002 | Corea del Sur y Japón  | 2°lugar 31pts          | Clasificado | 3  | 0  | 0    |
| Total en Eliminatorias                      | Total en Eliminatorias | Total en Eliminatorias | 1/5         | 26 | 0  | 0    |

## Clubes
| Club          | País      | Año       |
| ------------- | --------- | --------- |
| Filanbanco    | Ecuador   | 1985-1988 |
| Emelec        | Ecuador   | 1989-1993 |
| Cerro Porteño | Paraguay  | 1993      |
| Emelec        | Ecuador   | 1994-1996 |
| Racing Club   | Argentina | 1996      |
| Barcelona     | Ecuador   | 1997-1998 |
| LDU de Quito  | Ecuador   | 1999-2000 |
| Santa Rita    | Ecuador   | 2001-2002 |

## Palmarés

### Campeonatos nacionales
| Título  | Club         | País    | Año  |
| ------- | ------------ | ------- | ---- |
| Serie A | Emelec       | Ecuador | 1993 |
| Serie A | Emelec       | Ecuador | 1994 |
| Serie A | Barcelona    | Ecuador | 1997 |
| Serie A | LDU de Quito | Ecuador | 1999 |

### Campeonatos internacionales amistosos
| Título                        | Club (*)             | Año  |
| ----------------------------- | -------------------- | ---- |
| Copa Korea (**)               | Selección de Ecuador | 1995 |
| Copa Saeta Internacional (**) | Emelec               | 1992 |

(*): Incluyendo selección 

(**): Capitán

### Distinciones individuales
| Distinción                        | Año  |
| --------------------------------- | ---- |
| Parte del Equipo Ideal de América | 1993 |
| Parte del Equipo Ideal de América | 1995 |

.